# Salpis nigrivenosa
Salpis nigrivenosa là một loài bướm đêm trong họ Geometridae.